# Zopfstil

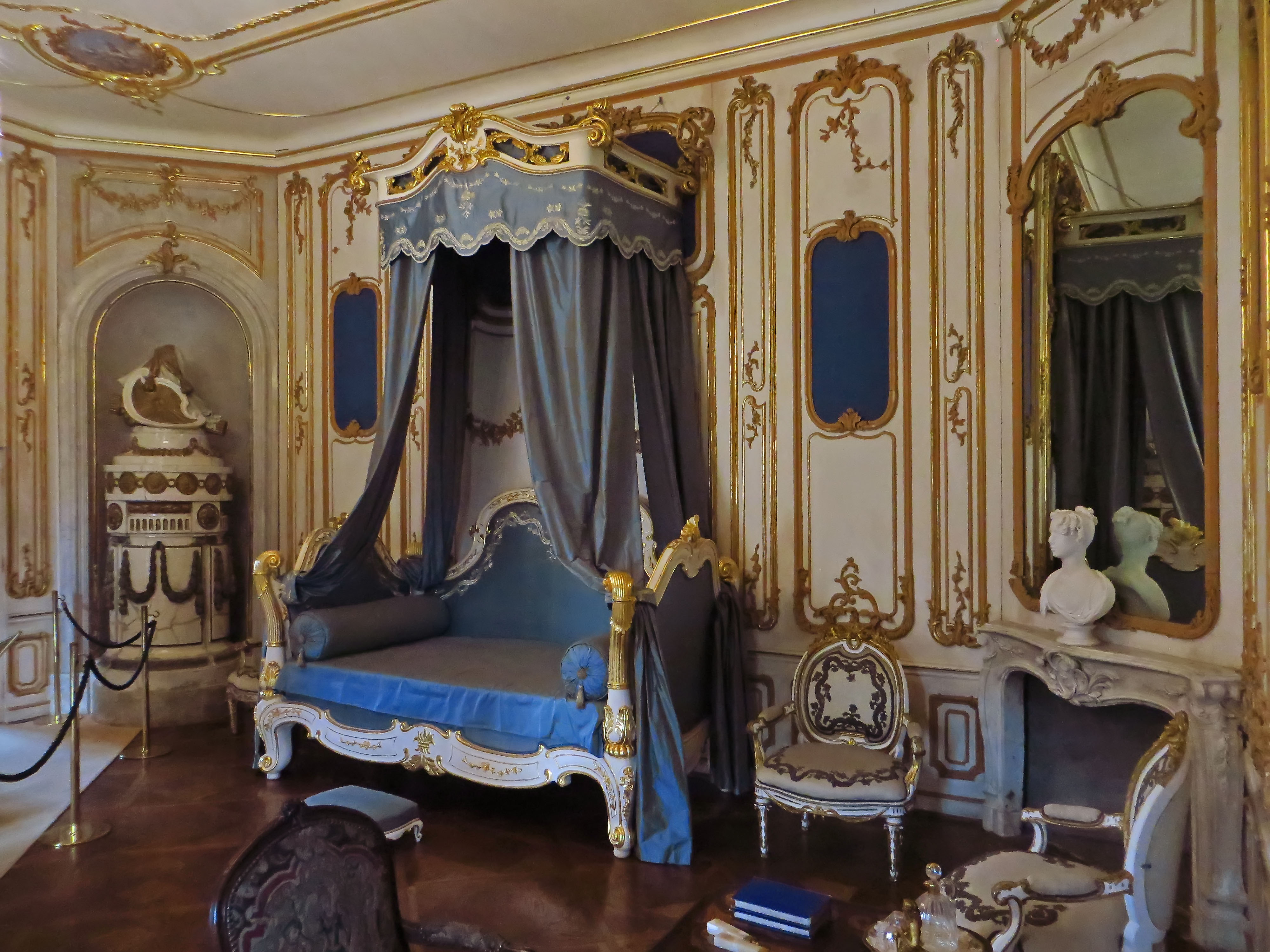
Schlafzimmer des Fürsten Esterházy, Schloss Esterházy, Fertőd

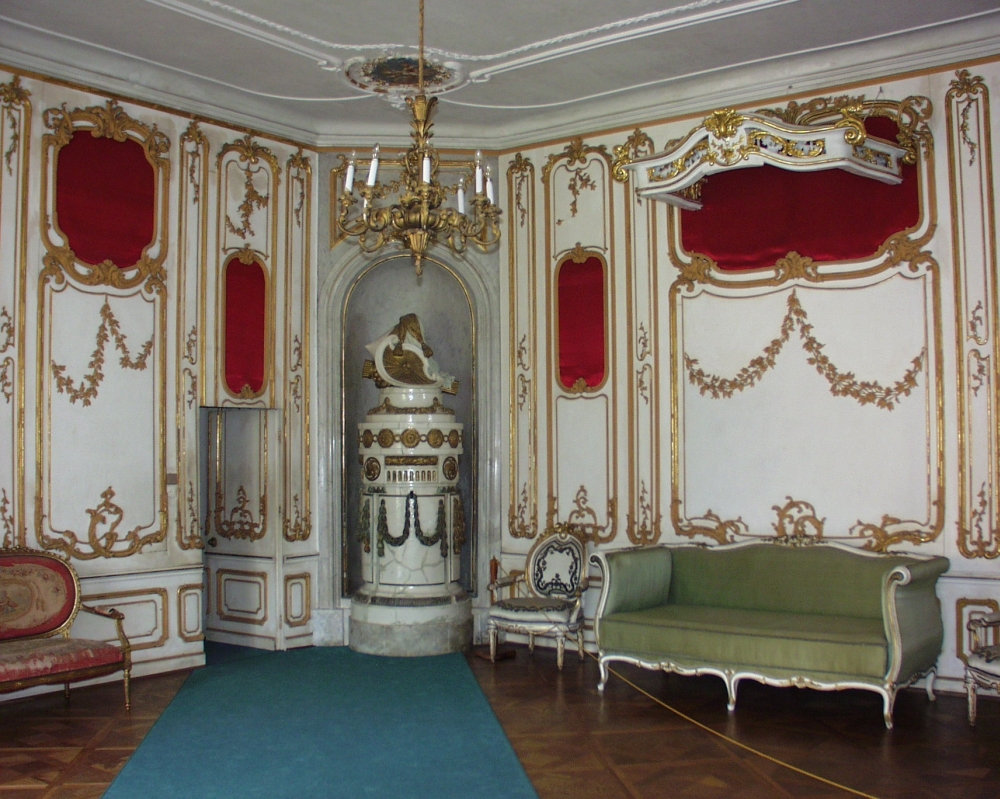
Interieur im Zopfstil auf Schloss Esterházy, Fertőd

Zopfstil bezeichnet in der deutschen Baukunst, aber auch im Möbelbau und in der Raumausstattung einen Stil im Übergang zwischen Rokoko und Klassizismus in der Zeit um 1760 bis 1790. Er wird gelegentlich auch Zopfzeit oder Rokokoklassizismus genannt.

## Formen
Er entspricht in etwa dem Stil Louis Seize in Frankreich, dem Josephinischen Stil in Österreich und dem Late Georgian in England. Trotz mancher stilistischer Ähnlichkeiten ist er vom früheren klassizistischen Barock abzugrenzen.
Der Zopfstil ist bereits stark von den neuen klassizistisch-antiken Idealen geprägt, weist jedoch noch stilistische Rudimente des späten Barock und Rokoko auf. Im Gegensatz zu dem vom Adel geprägten Barock war das Bürgertum der Aufklärung wesentlich an der Entwicklung dieses sich durch Einfachheit nach antiken Vorbildern auszeichnenden Stils beteiligt.
Ein Beispiel ist das Haus Sorgenfrei, ein 1785 bis 1789 entstandener Herrensitz in der Oberlößnitz/Radebeul.

## Bezeichnung
Die zunächst abwertend gemeinte Bezeichnung Zopfstil wurde Anfang des 19. Jahrhunderts von den Klassizisten geprägt. Das Wort Zopf stand synonym für „altmodisch“ oder „abgeschmackt“. Vgl. Alter Zopf. Die genaue Herleitung des Ausdrucks Zopfstil ist nicht ganz geklärt. Möglicherweise wurde der Begriff durch die häufig benutzten zopfförmigen Blattornamente und Blumengirlanden (siehe Feston) geprägt. Heinrich Otte erklärte 1857 in seinem Wörterbuch der Kunstausdrücke zum „Zopfstyl“, dieser sei „die verderbende Renaissance des 17. und 18. Jahrhunderts, coincidirend mit der Mode der Haarzöpfe der Männer.“ Er meinte die in der zweiten Hälfte des 18. Jahrhunderts getragene Zopfperücke, die bereits vor 1800 unmodern wurde.

## Trivia
- Der Übergang zwischen barocker und klassizistisch-aufgeklärter Heraldik zwischen 1700 und 1800 wird in der heraldischen Literatur in Anlehnung an den „Zopfstil“ als „Zopfheraldik“ bezeichnet.[3]
- Eine von Ferruccio Busonis vier Bagatellen, Op. 28, heißt Aus der Zopfzeit.

## Galerie

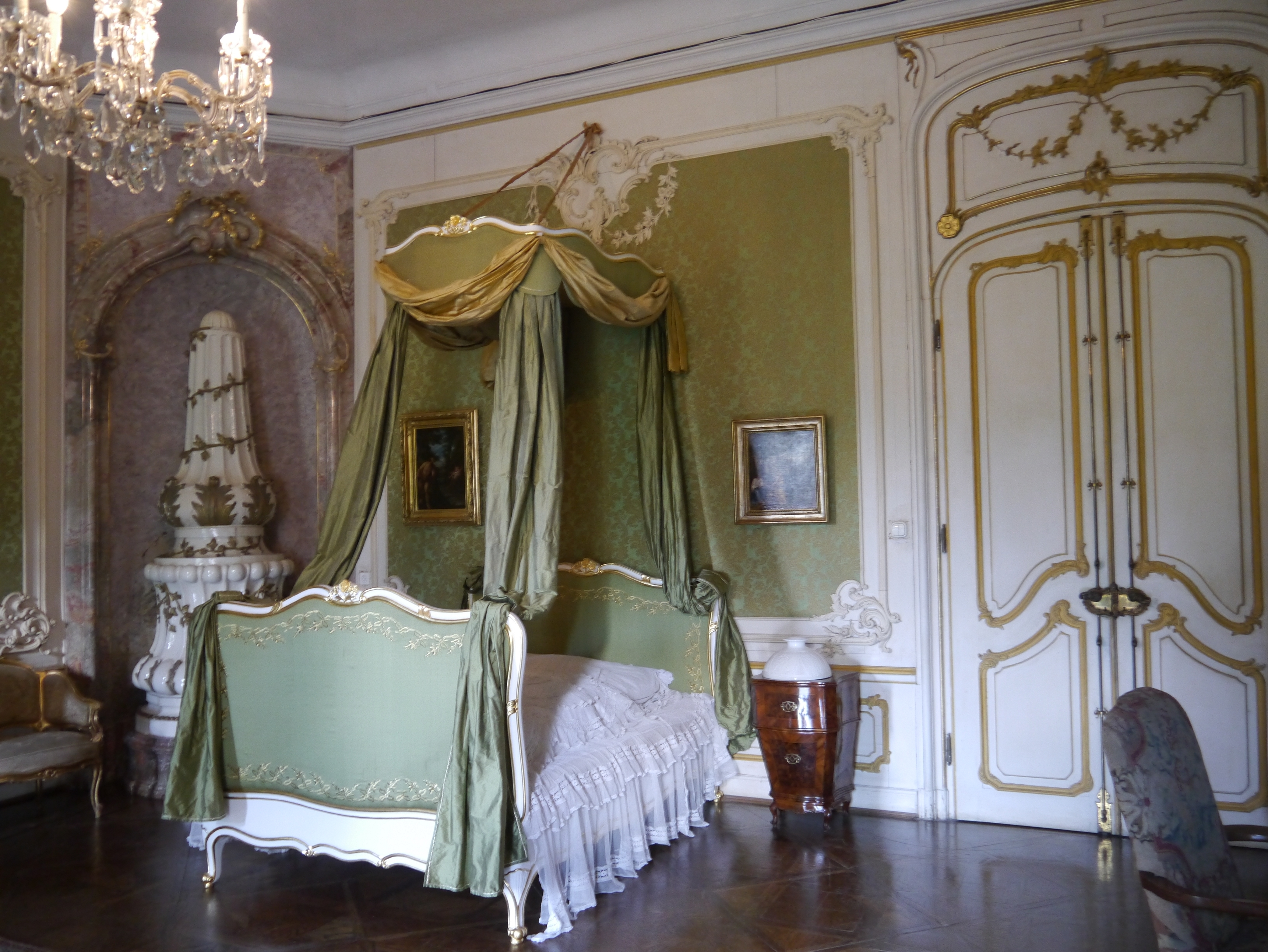
Schlafzimmer im Zopfstil auf Schloss Esterházy, Fertőd
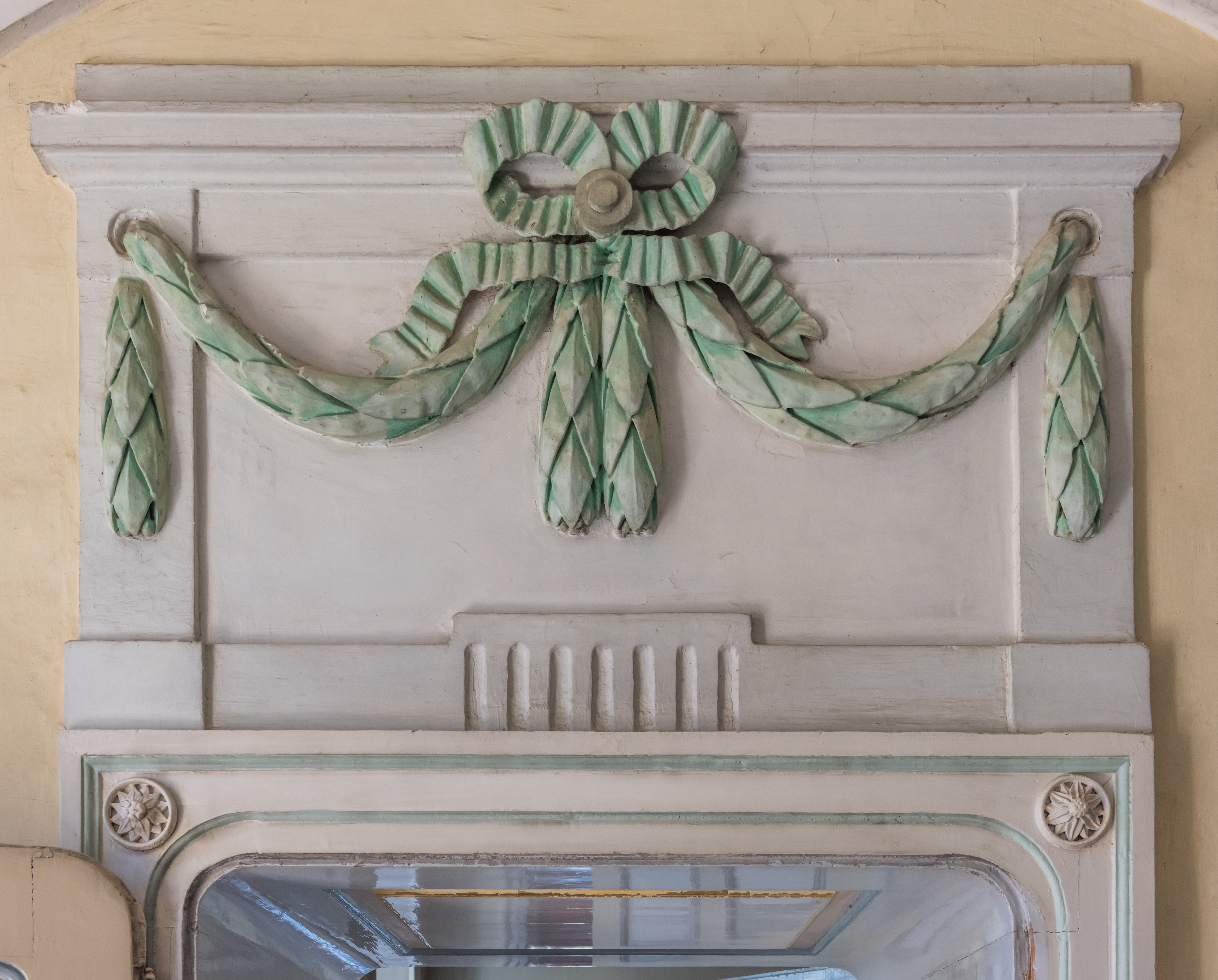
Typisches Zopfstil-Ornament, Schloss Pöckstein in Straßburg (Kärnten)
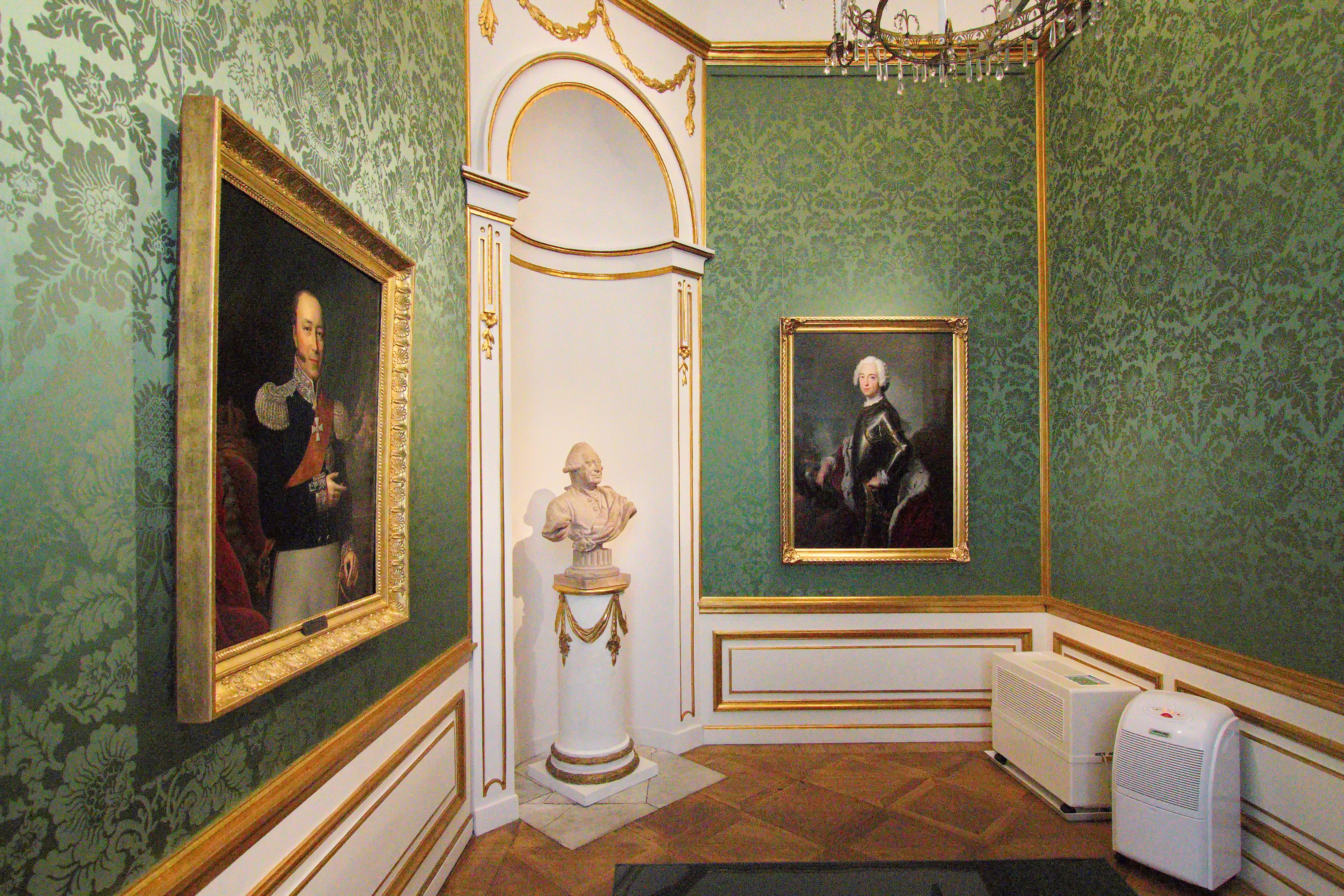
Kabinett in Schloss Ludwigslust
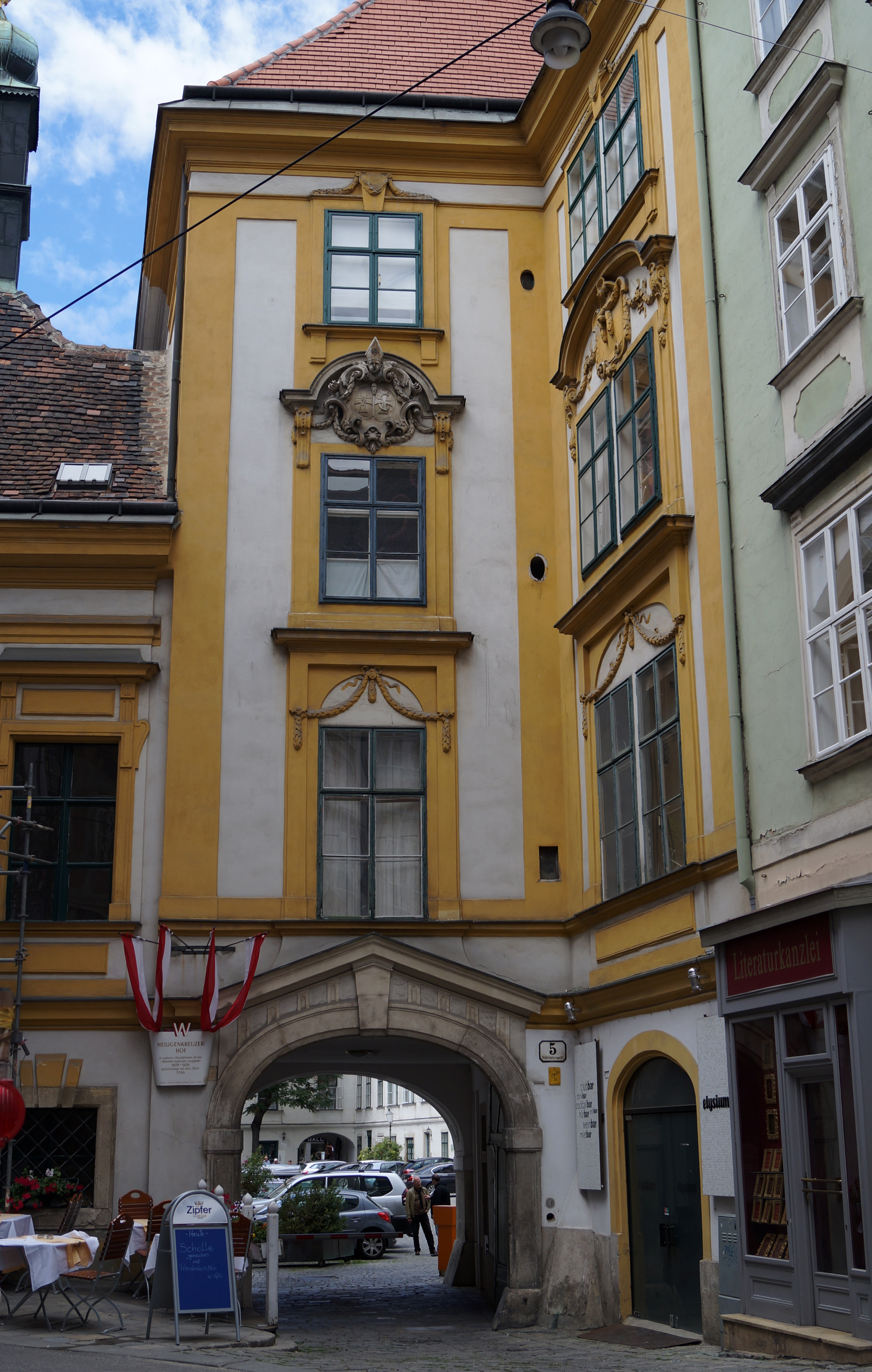
Ornamente im Zopfstil am Heiligenkreuzerhof in Wien
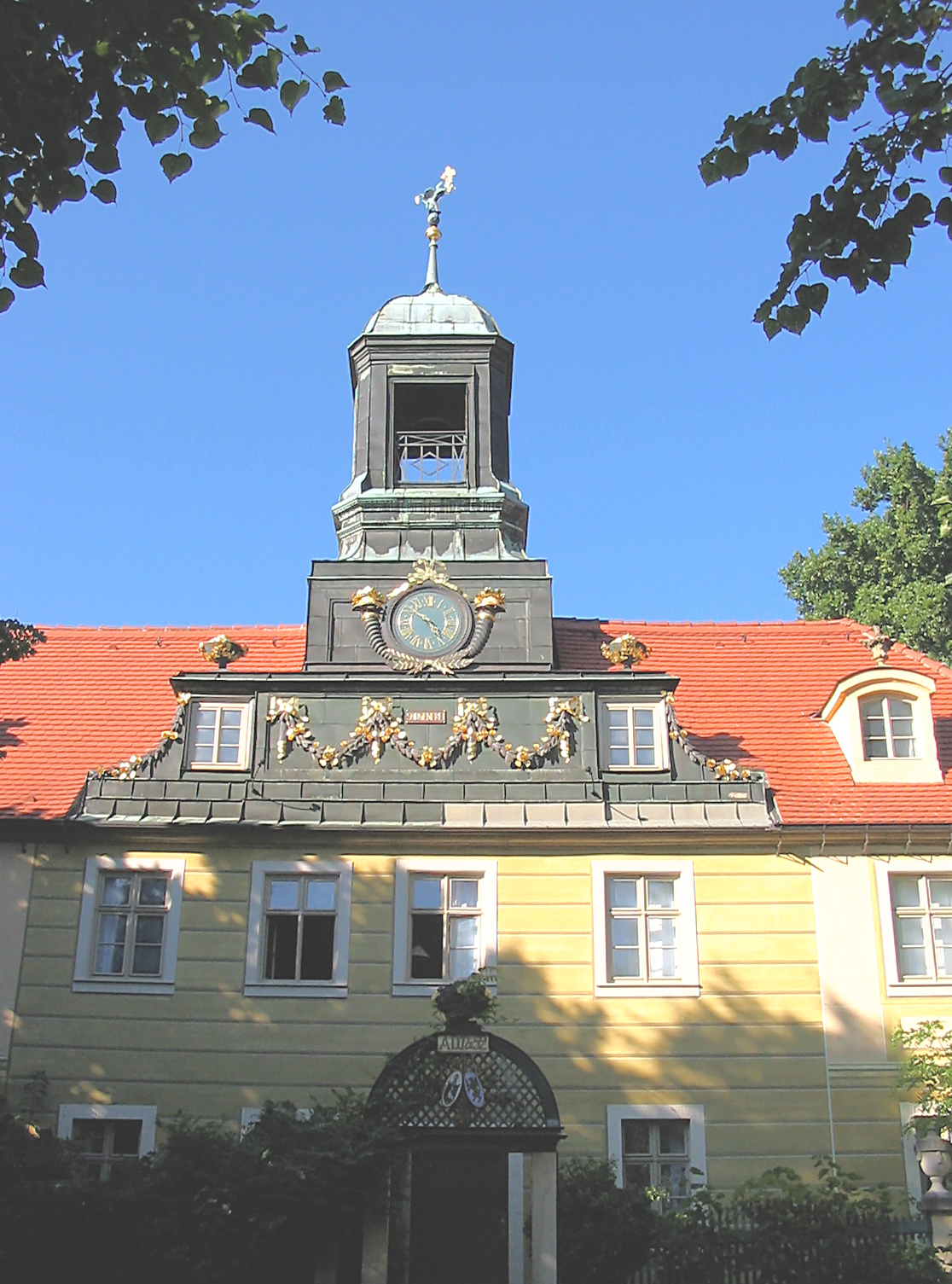
Haus Sorgenfrei: Turmaufbau, Details
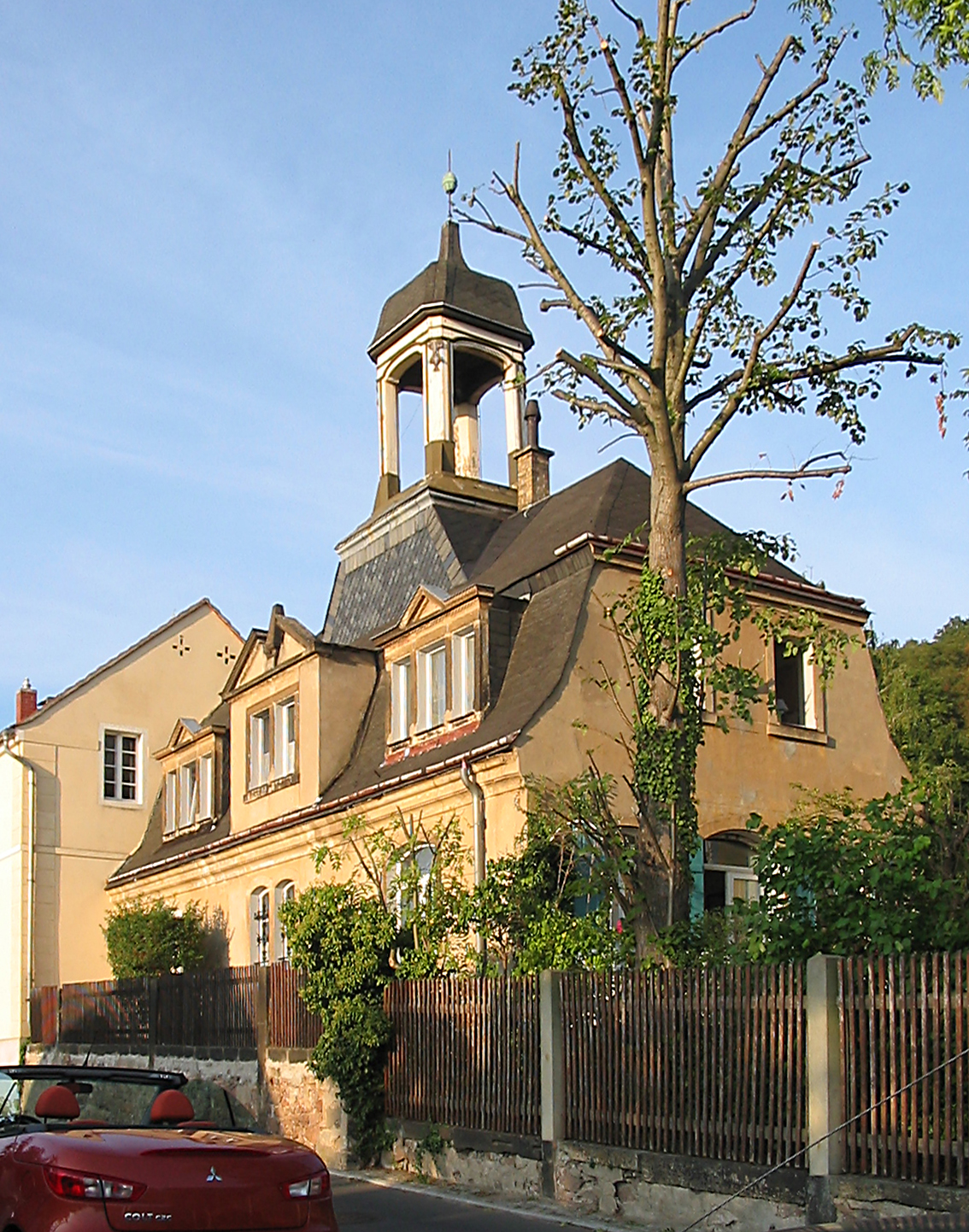
Kynast, Turmhaus mit Turmaufbau (Zopfstil)
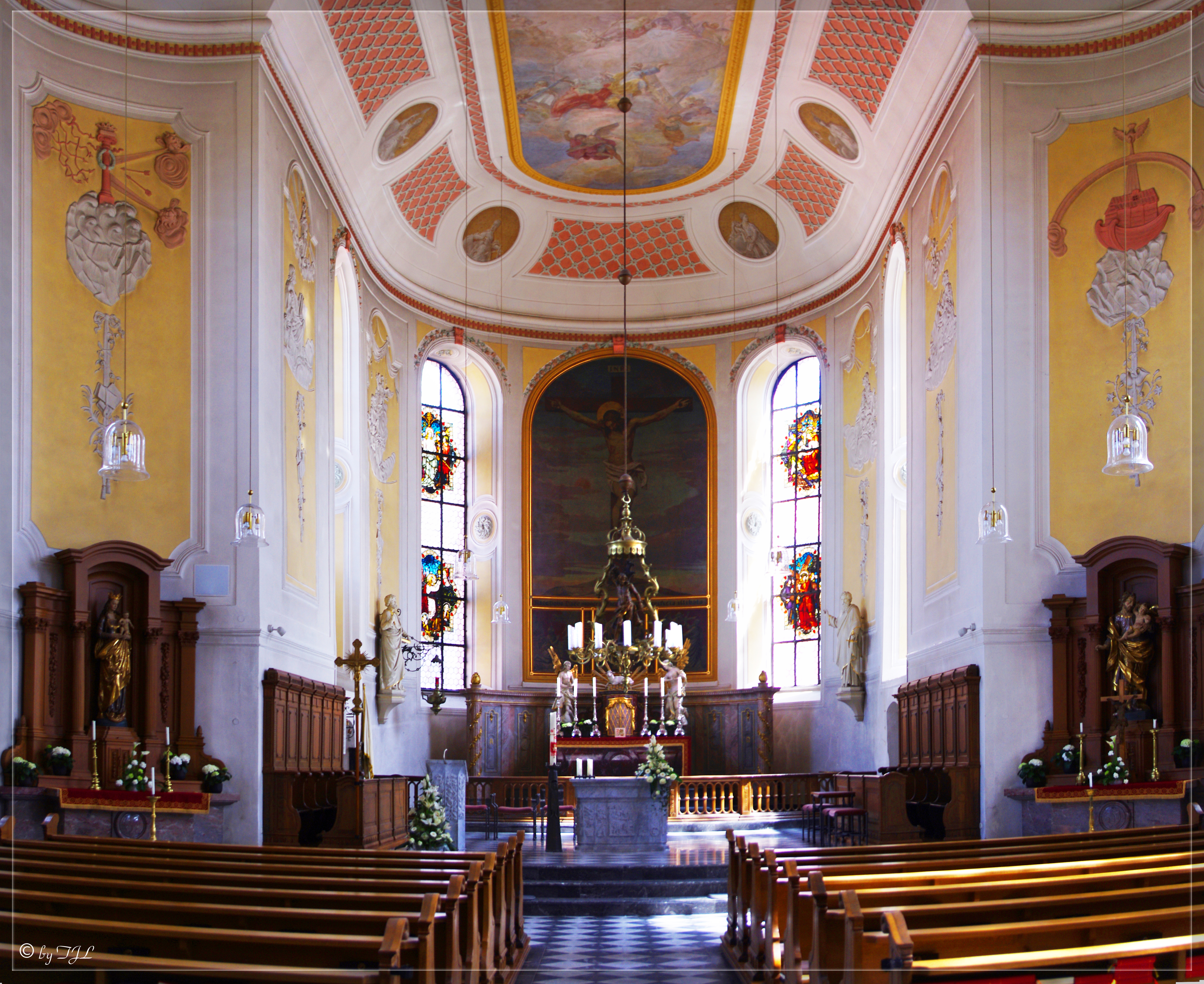
Kath. Pfarrkirche St. Peter und Paul in Bad Camberg